# ナザレ (ポルトガル)
ナザレ （Nazaré [nɐzɐˈɾɛ] ( 音声ファイル)）は、ポルトガルの町、及び基礎自治体。3つの教区を持ち、レイリア県に属す。コスタ・デ・プラタ（銀海岸）に面したポルトガル屈指のリゾート地である。

## 概要
言い伝えによれば、4世紀にパレスチナのナザレから一人の聖職者が聖母マリア像を持ち込んだことにちなんで町の名がついたという。
ナザレは、絵のように美しい海辺の村として町を売り込み、人気の観光地となった。大西洋に面し、長い砂浜を持ち、夏期には観光客で混雑する（ポルトガルでも良質の砂浜とされる）。一方で、ナザレは漁民によって編まれる伝統的衣装も知られる。既婚女性たちは黒衣を着込み、伝統的なスカーフで頭部を覆い、刺繍をほどこしたエプロンを多色使いのフランネルのスカートの上に重ねる。これらの装束は今も時折見られる。
町は3つの要素からなる。ア・プライアは海岸部、オ・シーティオは丘陵の頂上の旧市街、ペデルネイラはその他丘陵頂上部である。ア・プライアとオ・シーティオとはケーブルカーで行き来ができる。
海岸から標高110m地点の崖となった岩の上にあるシーティオに、最初の定住地ができた。住民は、バルバリア海賊、フランス、イギリス、オランダ各国の海賊たちからの略奪を避けるため安全な基地を作ったのである。こういった襲撃は、19世紀初頭まであった。ノッサ・セニョーラ・ダ・ナザレ教会は、12世紀に騎士の命を聖母が救ったという伝説上の奇跡的とりなしを記念し建てられた。19世紀に海賊の危険性がなくなってから町は海辺にも広がった。
9月8日の祝日には、ナザレの聖母を記念する宗教行事と礼拝行進、その他に闘牛と民族舞踊が行われる。海辺は、波がサーフィンに適しているとのことで人気のスポットである。干物作りも盛んである。

## 教区
- Famalicão
- Nazaré
- Valado dos Frades

## 姉妹都市
- ノジャン＝シュル＝マルヌ、フランス
- 逗子市、日本

## ギャラリー

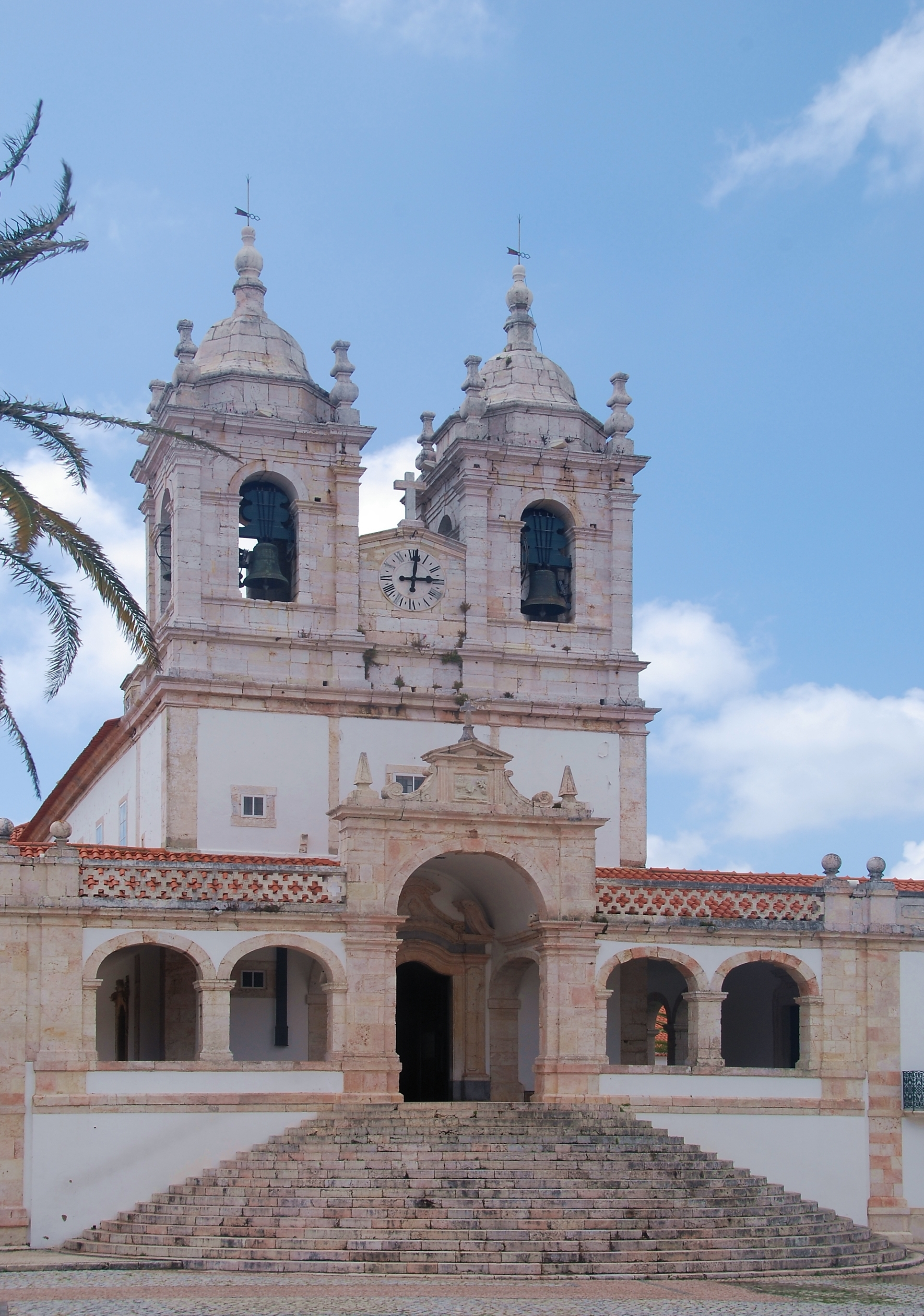
ノッサ・セニョーラ・ダ・ナザレ教会
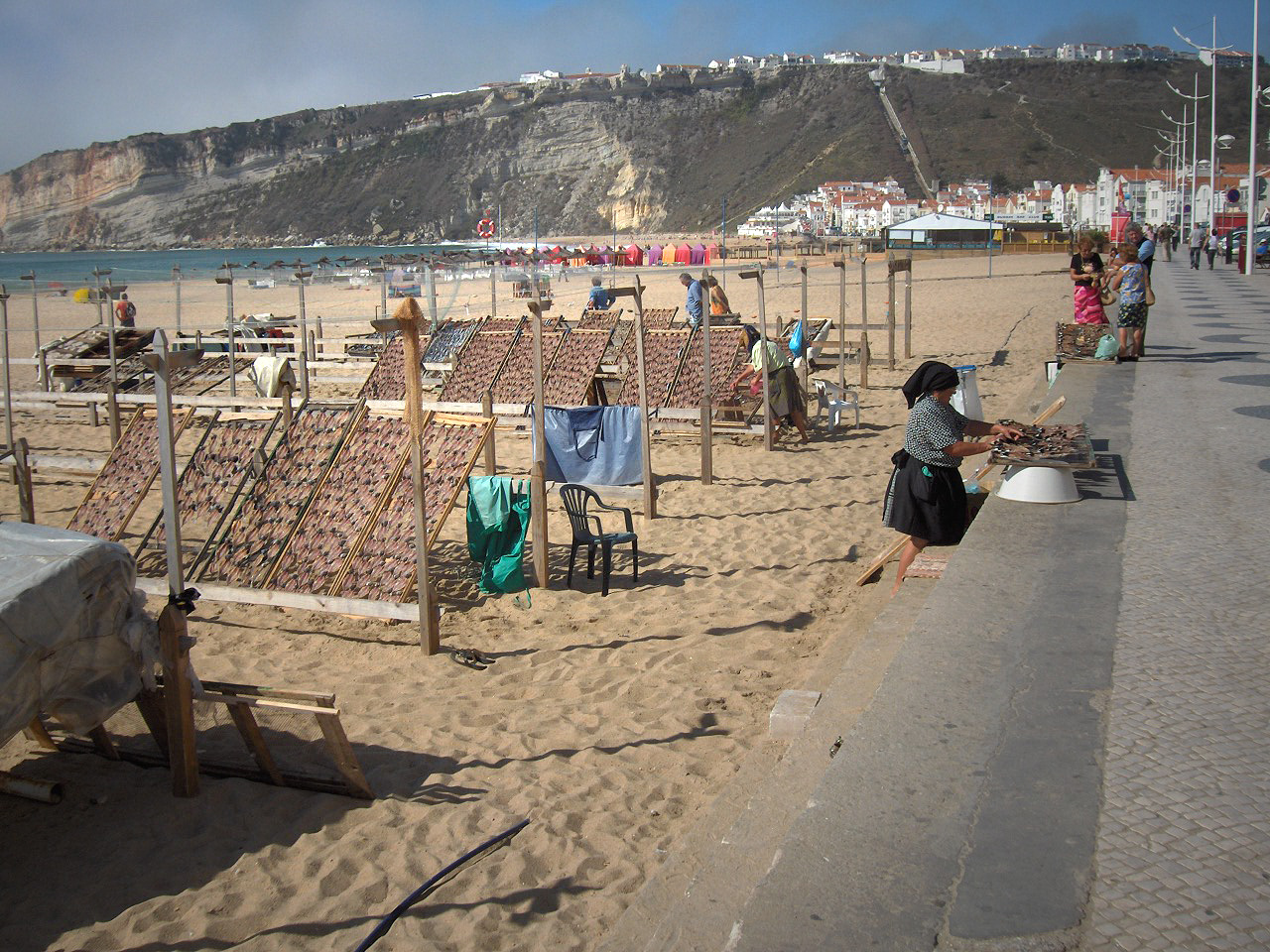
シーティオをのぞむ海岸
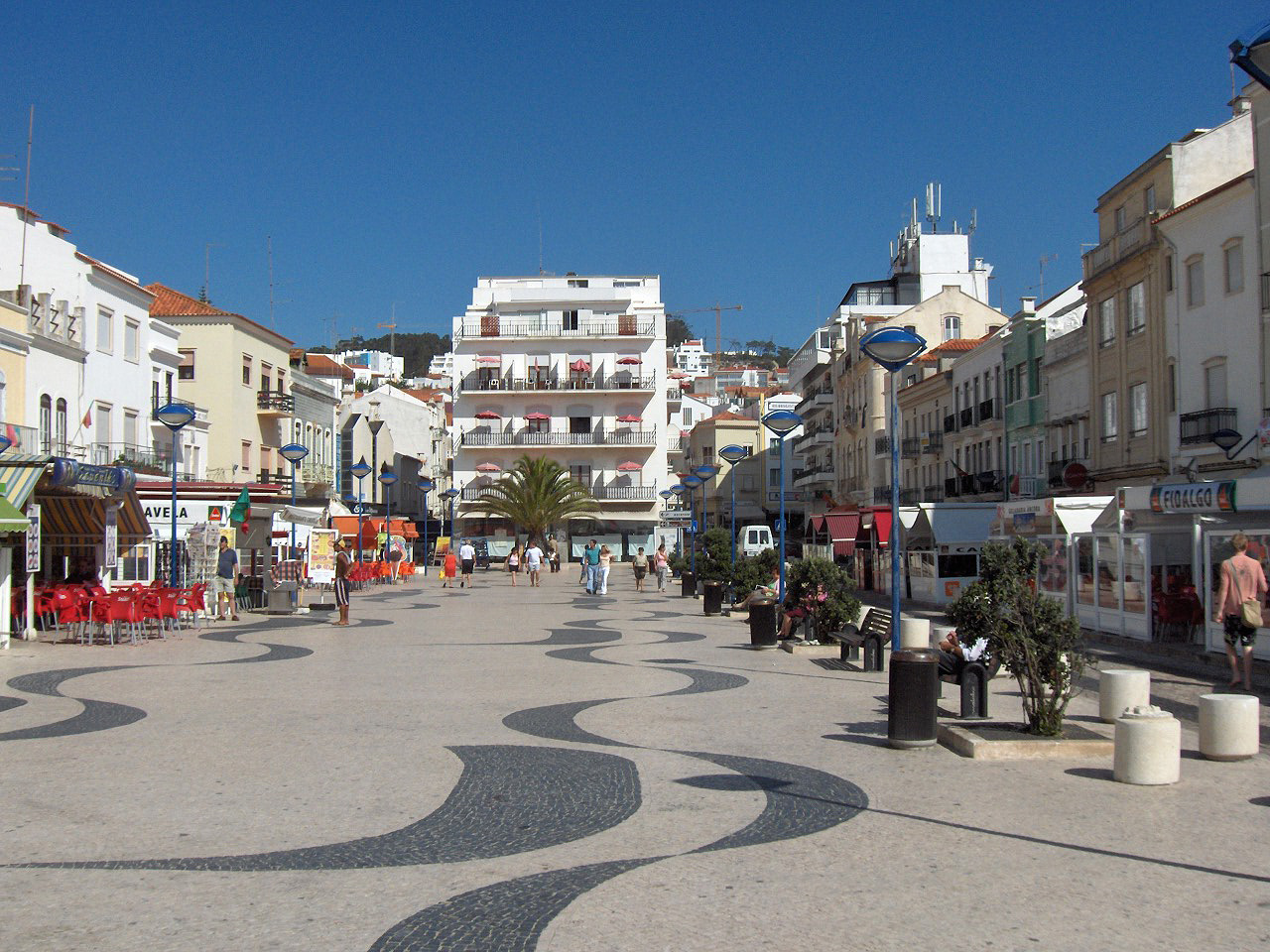
マヌエル・デ・アリアガ広場
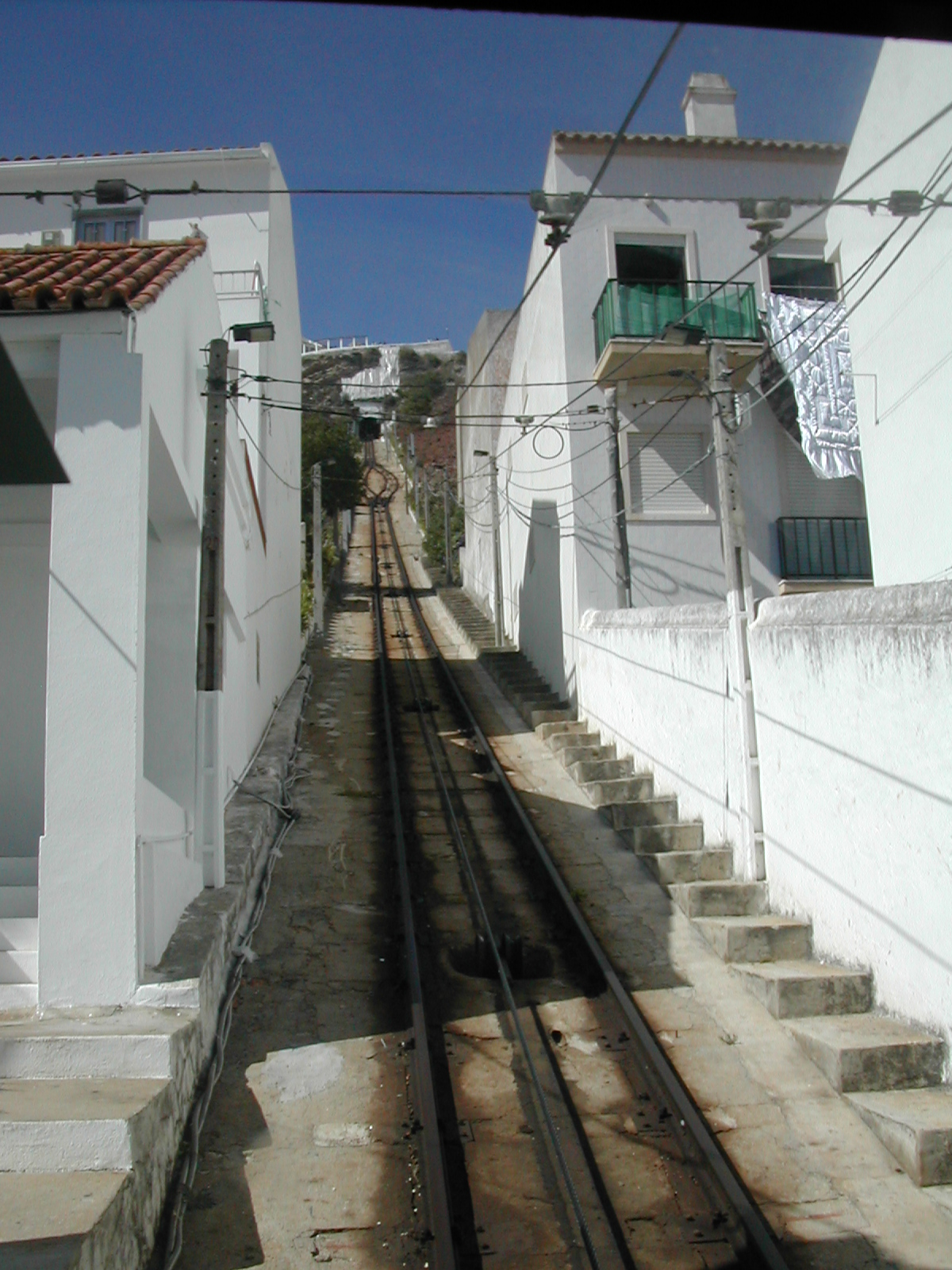
ケーブルカーの線路